# Napoleonovo kronanje (David)
Napoleonovo kronanje (francosko Le Sacre de Napoléon) je slika, ki jo je leta 1807 dokončal Jacques-Louis David, uradni Napoleonov slikar, ki prikazuje Napoleonovo kronanje v Notre-Dame de Paris. Oljna slika ima mogočne dimenzije – široka je skoraj 10 metrov in visoka nekaj več kot 6 metrov. Delo je na ogled v muzeju Louvre v Parizu.

## Zgodovina dela
Delo je Napoleon ustno naročil septembra 1804, Jacques-Louis David pa je začel delati na njem 21. decembra 1805 v nekdanji kapeli kolegija Cluny blizu Sorbone, ki je služila kot delavnica. Januarja 1808 je s pomočjo svojega študenta Georgesa Rougeta dokončal delo.
Od 7. februarja do 22. marca 1808 je bilo delo razstavljeno na Salonovi letni razstavi slik leta 1808, leta 1810 pa je bilo predstavljeno na Salonovem desetletnem natečaju. Slika je ostala v lasti Davida do leta 1819, ko je bila prenesena v Kraljeve muzeje, kjer je bila shranjena v rezervah do leta 1837. Nato je bila nameščena v Chamber Sacre muzeja v zgodovinsko Versajsko palačo po naročilu kralja Ludvika Filipa. Leta 1889 so sliko iz Versaillesa prenesli v Louvre.
Ameriški podjetniki so Davida leta 1808, takoj po izidu izvirnika, naročili slikanje replike v polni velikosti. Istega leta je začel delati, slikal jo je po spominu, vendar je končal šele leta 1822, med svojim izgnanstvom v Bruslju. Replika je bila nazadnje vrnjena v Francijo leta 1947, na mesto izvirnika v palači Versailles.
Slika je predmet Javnega ogleda Davidovega 'Kronanja' v Louvru, slike Louis-Léopolda Boillyja iz leta 1810 v zbirki Metropolitanskega muzeja umetnosti v New Yorku.

## Kompozicija
Kompozicija je organizirana okoli več osi in vključuje pravila neoklasicizma. Ena os je tista, ki gre skozi križ in je navpična. Od papeža do cesarice poteka diagonalna črta. Vse oči so uprte v Napoleona, ki je središče kompozicije. Na stopnicah proti oltarju so profilno upodobljeni Napoleon, Pij in Jožefina. Grb Svetega sedeža je obešen nad spremljevalci na levi strani, medtem ko je La Pietà de Notre-Dame de Paris delno vidna na skrajnem desnem robu platna.

## Liki na sliki
1. Napoleon I. (1769–1821) stoji, oblečen v oblačila za kronanje, podobna tistim rimskih cesarjev. Drugi so le pasivni gledalci. Na dejanski sliki je mogoče videti obris prvotno naslikanega: Napoleon drži krono nad svojo glavo, kot bi si jo nadel.
2. Joséphine de Beauharnais (1763–1814) kleči v podložnem položaju, kot zahteva francoski civilni zakonik. Krono je prejela iz rok svojega moža, ne papeža. Njena obleka je okrašena s svilo, glede na sodobni karton Jean-Francoisa Bonyja.
3. Na tribune je slikar postavil Mario Letizio Ramolino (1750–1836), Napoleonovo mater. Zaseda pomembnejše mesto od papeža. Pravzaprav se slovesnosti ni udeležila v znak protesta proti Napoleonovim trenjem z bratoma Lucienom in Josephom. Maria Letizia je prosila slikarja, naj Lucienu dodeli častno mesto. Leta 1808, ko je Napoleon odkril platno, izdelano v Davidovi delavnici, je bil navdušen in je izrazil hvaležnost slikarju, ki mu je uspelo zanamcem prenesti spoštovanje njegove naklonjenosti do ženske, ki je z njim delila breme njegove službe.
4. Louis Bonaparte (1778–1846), ki je na začetku cesarstva leta 1806 prejel naslov velikega konstableja, kralja Nizozemske. Poročil se je s Hortense de Beauharnais, Jožefinino hčerko.
5. Joseph Bonaparte (1768–1844), ki je po kronanju prejel naziv cesarskega princa. Nato je bil leta 1806 kralj Neaplja in leta 1808 kralj Španije.
6. Mladi Napoleon Charles Bonaparte (1802–1807), sin Louisa Bonaparteja in Hortense de Beauharnais.
7. Napoleonove sestre. V repliki je obleka Napoleonove najljubše sestre rožnata. To je edina sprememba replike, čeprav je slikana po spominu.
8. Charles-Francois Lebrun (1739–1824), tretji konzul poleg Napoleona in Cambacérèsa. V času Prvega cesarstva je zasedel mesto kneza-arhitrésorierja. Drži žezlo.
9. Jean Jacques Régis de Cambacérès (1753–1824), princ nadkancler cesarstva. Prime roko pravice.
10. Louis-Alexandre Berthier (1753–1815), vojni minister pod konzulatom. Maršal cesarstva leta 1805. Hrani globus s križem na vrhu.
11. Talleyrand (1754–1836), veliki komornik od 11. julija 1804.
12. Joachim Murat (1767–1815), maršal cesarstva, neapeljski kralj po letu 1808, Napoleonov svak in mož Karoline Bonaparte.
13. Papež Pij VII. (1742–1823) je bil zadovoljen z blagoslovom kronanja. Obkrožajo ga kleriki, ki jih je imenoval Napoleon po konkordatu. Da ne bi ogrozil novega ravnovesja med cerkvijo in državo, je papež sprejel udeležbo na kronanju, ker je Napoleon želel pridobiti katoliško odobritev. Prvotne skice (kot je bilo značilno v tistih časih) so pokazale (ključne) subjekte - vključno s papežem - brez njihovih oblačil, ki so bila dodana v dejansko sliko. Papež je bil prvotno upodobljen s prekrižanimi rokami v naročju, vendar je Napoleon, ki je domnevno trdil, da papež ni prisoten, da ne stori ničesar, ukazal, naj ga slika prikazuje, kako mazili obred.
14. Na tribunah je upodobljen tudi slikar Jacques-Louis David.
15. Prisoten je bil tudi Halet Efendi, osmanski veleposlanik. Prikazan je spodaj na podrobni sliki.
16. Dom Raphaël de Monachis, grško-egipčanski menih in član Institut d'Égypte, je upodobljen med duhovniki, ki stoji desno od škofa, z brado in rdečo kapuco.
17. Ženska, ki nosi obleko spredaj, takoj za Josephine, na desni strani z vidika gledalca, je Elisabeth-Hélène-Pierre de Montmorency-Laval, mati politika Sosthènesa II. de La Rochefoucaulda. Bila je jožefinska dvorna dama.

## V popularni kulturi
Film Ridleyja Scotta Napoleon iz leta 2023 je poustvaril sliko v prizoru, ki prikazuje kronanje Napoleona. Prizor v filmu je vključeval posnetek Jacques-Louisa Davida, ki riše skico kronanja za sliko.